# Essex Fells
Essex Fells est un borough situé dans le comté d'Essex, dans l'État du New Jersey, aux États-Unis.